# Kévin Parsemain
Kévin Parsemain, né le 13 février 1988 au François en Martinique, est un footballeur français international martiniquais jouant au poste d'attaquant avec le Golden Lion de Saint-Joseph en Régionale 1 martiniquaise.

## Biographie
Kévin Parsemain intègre très jeune le Club franciscain, le club de sa commune en Martinique. Il rejoint l'équipe première en division d'honneur avant même sa majorité.

### La quête d'un contrat pro
Désireux de réaliser une carrière professionnelle, Parsemain tente sa chance dans l'hexagone et décroche un contrat de stagiaire avec Le Mans UC, club de Ligue 1. Il rejoint le groupe de l'équipe réserve et évolue en CFA. Il entame sa troisième saison avec la réserve sans avoir eu pu disputer la moindre minute avec l'équipe première.
La perspective d'un contrat professionnel avec le club manceau s'éloignant, il saisit l'occasion d'un contrat avec Croix-de-Savoie en National le 4 février 2009. Il ne dispute qu'un match à ce niveau avec le club savoyard qui termine champion de 3e division et est rebaptisé Évian Thonon Gaillard FC pour la saison suivante en Ligue 2.

### Retour au pays
Son contrat à Évian n'est pas prolongé, il décide alors de retrouver son île natale et rejoint la saison suivante une des meilleures équipes de Martinique : le RC Rivière-Pilote. Ce retour est couronné de succès, il forme un duo d'attaquant redoutable avec son coéquipier Manuel Mencé, inscrit de nombreux buts  et remporte le championnat de la Martinique. Le club pilotin se qualifie pour le septième tour de la coupe de France mais est éliminé à ce stade de la compétition contre son premier adversaire de l'hexagone.
En 2010-2011, Kévin termine meilleur buteur du championnat avec 20 buts, mais le RC Rivière-Pilote, troisième, termine derrière son grand rival, le Club franciscain.

### Deuxième chance professionnelle aux États-Unis
Le 25 janvier 2014, il commence la préparation de saison MLS avec le Sounders FC de Seattle. Après avoir inscrit autant de buts durant la présaison que son prestigieux coéquipier Obafemi Martins, Parsemain annonce la signature d'un contrat professionnel avec les Sounders le 13 février 2014 qui est confirmé par le club deux semaines plus tard pour une durée d'un an, trois années étant en option. La formation martiniquaise du RC Rivière-Pilote n'obtient pas de compensation financière pour ce transfert vu que le joueur n'était pas sous contrat professionnel dans son pays natal.
Remplaçant sans entrer en jeu lors du derby contre les Timbers de Portland et son compatriote Frédéric Piquionne (4-4), il se blesse à l'entrainement le lendemain 6 avril 2014. Souffrant d'une rupture des ligaments croisés antérieurs, il manque l'intégralité de la saison régulière mais retrouve l'entraînement collectif peu avant les séries éliminatoires.
Après avoir été écarté des terrains durant toute la saison 2014, il participe à la présaison début 2015 où il inscrit même un but mais son contrat est rompu en mars.

### Essais dans l'Hexagone puis passage en Afrique
Grâce à l'intervention de ses compatriotes Frédéric Piquionne et Marvin Esor, Parsemain, sans club, rallie l'hexagone et s'entraine avec l'US Créteil-Lusitanos. 
Début juillet 2015, il est mis à l'essai par l'US Boulogne lors de la préparation de la saison.
En août, Parsemain fait un grand départ vers l'Afrique et Kinshasa. Il s'engage en faveur du DC Motema Pembe où il retrouve Henri Legarda, le président de son ancien club, Le Mans FC, qui vient d'être nommé co-président du club congolais. Le 12 avril 2016, il annonce la résiliation de son contrat avec le DCMP après seulement sept mois passés à Kinshasa en raison de problèmes financiers et de sécurité. Il est alors le meilleur buteur du championnat avec dix réalisations.

### Nouveau retour en Martinique
Après trois mois sans club, Kévin retourne, le 16 juillet 2016, en Martinique sous les couleurs du Golden Lion de Saint-Joseph, dans l'élite du football martiniquais. Il termine meilleur buteur de régionale 1 et fait forte impression en sélection, notamment lors de la Gold Cup 2017.
En aout 2017, il fait un essai de trois semaines avec le Sporting Kansas City. Le club de MLS lui propose un contrat de 3 ans mais l'offre tombe à l'eau en raison d'une erreur de procédure pour le transfert international.

### Départ pour l'Asie
Après la Gold Cup 2019, Parsemain reçoit des offres de différents clubs professionnels de par le monde. Il rejoint la Thaïlande en juillet pour s'engager avec le Ayutthaya United FC, club mal classé de D2. Il dispute son premier match sous ses nouvelles couleurs le 14 juillet 2019 comme titulaire contre Khonkaen FC (0-0). Il inscrit son premier but deux semaines plus tard, le 31 juillet contre JL Chiangmai United (2-2). En fin de saison, après quatorze apparitions et cinq buts, son équipe termine au bas du classement, au même niveau que lors de son arrivée. S'il n'arrive pas à sauver son équipe de la descente, c'est la relégation administrative de Ubon United qui permet à Ayutthaya de rester en seconde division.

### Retour en Martinique
Lors du Caribbean Club Shield 2022, Kévin Parsemain inscrit 8 buts et termine meilleur buteur du tournoi,.

### Carrière internationale
Kévin est sélectionné pour la première fois en équipe de Martinique à l'occasion des tours préliminaires de la Coupe caribéenne des nations 2008.
En 2010, il remporte la Coupe de l'Outre-Mer mer en battant Tahiti, la Nouvelle-Calédonie, la  Guadeloupe et la Réunion en finale. Cette même année, il joue la phase finale Coupe caribéenne des nations 2010 en Martinique.
Depuis la Gold Cup 2019, il ne porte plus le maillot de la sélection martiniquaise par choix en raison de différends avec des membres de l'encadrement technique.

### Buts internationaux
| Buts internationaux de Kévin Parsemain | Buts internationaux de Kévin Parsemain | Buts internationaux de Kévin Parsemain                       | Buts internationaux de Kévin Parsemain | Buts internationaux de Kévin Parsemain | Buts internationaux de Kévin Parsemain | Buts internationaux de Kévin Parsemain                |
| 0                                      | Date                                   | Lieu                                                         | Adversaire                             | Score                                  | Résultats                              | Compétitions                                          |
| -------------------------------------- | -------------------------------------- | ------------------------------------------------------------ | -------------------------------------- | -------------------------------------- | -------------------------------------- | ----------------------------------------------------- |
| 1                                      | 30 mai 2010                            | Pogress Park, Saint Andrew, Grenade                          | Grenade                                | 0-1                                    | 2-2                                    | Match amical                                          |
| 2                                      | 28 août 2010                           | George Odlum Stadium, Vieux Fort, Sainte-Lucie               | Sainte-Lucie                           | 0-1                                    | 1-1                                    | Match amical                                          |
| 3                                      | 23 septembre 2010                      | Parc des sports des Maisons Rouges, Bry-sur-Marne, France    | Tahiti                                 | 3-1                                    | 4-1                                    | Coupe de l'Outre-Mer 2010                             |
| 4                                      | 26 septembre 2010                      | Stade Henri-Longuet, Viry-Châtillon, France                  | Nouvelle-Calédonie                     | 3-0                                    | 4-0                                    | Coupe de l'Outre-Mer 2010                             |
| 5                                      | 3 mars 2012                            | Stade Georges-Gratiant, Le Lamentin, Martinique              | Guadeloupe                             | 1-1                                    | 1-2                                    | Match amical                                          |
| 6                                      | 2 mai 2012                             | Stade Georges-Gratiant, Le Lamentin, Martinique              | Guyana                                 | 1-0                                    | 2-2                                    | Match amical                                          |
| 7                                      | 5 septembre 2012                       | Stade Georges-Gratiant, Le Lamentin, Martinique              | Îles Vierges britanniques              | 3-0                                    | 16-0                                   | Éliminatoires Coupe de la Caraïbe 2012                |
| 8                                      | 5 septembre 2012                       | Stade Georges-Gratiant, Le Lamentin, Martinique              | Îles Vierges britanniques              | 8-0                                    | 16-0                                   | Éliminatoires Coupe de la Caraïbe 2012                |
| 9                                      | 5 septembre 2012                       | Stade Georges-Gratiant, Le Lamentin, Martinique              | Îles Vierges britanniques              | 9-0                                    | 16-0                                   | Éliminatoires Coupe de la Caraïbe 2012                |
| 10                                     | 5 septembre 2012                       | Stade Georges-Gratiant, Le Lamentin, Martinique              | Îles Vierges britanniques              | 11-0                                   | 16-0                                   | Éliminatoires Coupe de la Caraïbe 2012                |
| 11                                     | 5 septembre 2012                       | Stade Georges-Gratiant, Le Lamentin, Martinique              | Îles Vierges britanniques              | 13-0                                   | 16-0                                   | Éliminatoires Coupe de la Caraïbe 2012                |
| 12                                     | 5 septembre 2012                       | Stade Georges-Gratiant, Le Lamentin, Martinique              | Îles Vierges britanniques              | 15-0                                   | 16-0                                   | Éliminatoires Coupe de la Caraïbe 2012                |
| 13                                     | 7 septembre 2012                       | Stade municipal En Camée, Rivière-Pilote, Martinique         | Montserrat                             | 1-0                                    | 5-0                                    | Éliminatoires Coupe de la Caraïbe 2012                |
| 14                                     | 7 septembre 2012                       | Stade municipal En Camée, Rivière-Pilote, Martinique         | Montserrat                             | 3-0                                    | 5-0                                    | Éliminatoires Coupe de la Caraïbe 2012                |
| 15                                     | 7 septembre 2012                       | Stade municipal En Camée, Rivière-Pilote, Martinique         | Montserrat                             | 4-0                                    | 5-0                                    | Éliminatoires Coupe de la Caraïbe 2012                |
| 16                                     | 7 septembre 2012                       | Stade municipal En Camée, Rivière-Pilote, Martinique         | Montserrat                             | 5-0                                    | 5-0                                    | Éliminatoires Coupe de la Caraïbe 2012                |
| 17                                     | 9 septembre 2012                       | Stade Pierre-Aliker, Fort-de-France, Martinique              | Suriname                               | 1-0                                    | 2-2                                    | Éliminatoires Coupe de la Caraïbe 2012                |
| 18                                     | 22 septembre 2012                      | Stade Jean-Bouin, Issy-les-Moulineaux, France                | Nouvelle-Calédonie                     | 1-0                                    | 2-0                                    | Coupe de l'Outre-Mer 2012                             |
| 19                                     | 22 septembre 2012                      | Stade Jean-Bouin, Issy-les-Moulineaux, France                | Nouvelle-Calédonie                     | 2-0                                    | 2-0                                    | Coupe de l'Outre-Mer 2012                             |
| 20                                     | 26 septembre 2012                      | Parc des Sports, Saint-Ouen-l'Aumône, France                 | Mayotte                                | 1-0                                    | 3-0                                    | Coupe de l'Outre-Mer 2012                             |
| 21                                     | 12 décembre 2012                       | Sir Vivian Richards Stadium, North-Sound, Antigua-et-Barbuda | Guyane                                 | 2-0                                    | 3-1                                    | Coupe caribéenne des nations 2012                     |
| 22                                     | 14 décembre 2012                       | Antigua Recreation Ground, Saint John's, Antigua-et-Barbuda  | Trinité-et-Tobago                      | 0-1                                    | 1-1 tab                                | Demi-finale Coupe caribéenne des nations 2012         |
| 23                                     | 14 juillet 2013                        | Sports Authority Field at Mile High, Denver, États-Unis      | Mexique                                | 1-2                                    | 1-3                                    | Gold Cup 2013                                         |
| 24                                     | 23 mars 2016                           | Stade Pierre-Aliker, Fort-de-France, Martinique              | Îles Vierges britanniques              | 1-0                                    | 3-0                                    | Éliminatoires de la Coupe caribéenne des nations 2017 |
| 25                                     | 11 octobre 2016                        | Stade Pierre-Aliker, Fort-de-France, Martinique              | Trinité-et-Tobago                      | 1-0                                    | 2-0 a.p.                               | Éliminatoires de la Coupe caribéenne des nations 2017 |
| 26                                     | 26 avril 2017                          | Stade Georges-Gratiant, Le Lamentin, Martinique              | Guadeloupe                             | 1-0                                    | 4-1                                    | Match amical                                          |
| 27                                     | 26 avril 2017                          | Stade Georges-Gratiant, Le Lamentin, Martinique              | Guadeloupe                             | 3-0                                    | 4-1                                    | Match amical                                          |
| 28                                     | 8 juillet 2017                         | Nissan Stadium, Nashville, États-Unis                        | Nicaragua                              | 1-0                                    | 2-0                                    | Gold Cup 2017                                         |
| 29                                     | 12 juillet 2017                        | Raymond James Stadium, Tampa, États-Unis                     | États-Unis                             | 2-1                                    | 3-2                                    | Gold Cup 2017                                         |
| 30                                     | 12 juillet 2017                        | Raymond James Stadium, Tampa, États-Unis                     | États-Unis                             | 2-2                                    | 3-2                                    | Gold Cup 2017                                         |
| 31                                     | 13 octobre 2018                        | Estadio Juan Ramón Loubriel, Bayamón, Porto Rico             | Porto Rico                             | 0-1                                    | 0-1                                    | Éliminatoires de la Gold Cup 2019                     |
| 32                                     | 16 octobre 2018                        | Stade Pierre-Aliker, Fort-de-France, Martinique              | Îles Vierges britanniques              | 1-0                                    | 4-0                                    | Éliminatoires de la Gold Cup 2019                     |
| 33                                     | 16 octobre 2018                        | Stade Pierre-Aliker, Fort-de-France, Martinique              | Îles Vierges britanniques              | 3-0                                    | 4-0                                    | Éliminatoires de la Gold Cup 2019                     |
| 34                                     | 19 novembre 2018                       | Stade Pierre-Aliker, Fort-de-France, Martinique              | Antigua-et-Barbuda                     | 4-1                                    | 4-2                                    | Éliminatoires de la Gold Cup 2019                     |
| 35                                     | 23 juin 2019                           | Bank of America Stadium, Charlotte (États-Unis)              | Mexique                                | 1-1                                    | 2-3                                    | Gold Cup 2019                                         |

## Palmarès
- Champion de National (D3) en 2009
- Champion de Division d'honneur martiniquaise en 2010
- Coupe de l'Outre-Mer de football : 2010